# Finnsjöarna (Ovikens socken, Jämtland, 699044-138008)
Finnsjöarna är en sjö i Bergs kommun i Jämtland och ingår i Indalsälvens huvudavrinningsområde. Sjön har en area på 0,198 kvadratkilometer och ligger 876,4 meter över havet. Sjön avvattnas av vattendraget Finnsjöbäcken.

## Delavrinningsområde
Finnsjöarna ingår i det delavrinningsområde (699011-138025) som SMHI kallar för Utloppet av Finnsjöarna. Medelhöjden är 887 meter över havet och ytan är 1,01 kvadratkilometer. Räknas de 2 avrinningsområdena uppströms in blir den ackumulerade arean 4,22 kvadratkilometer. Finnsjöbäcken som avvattnar avrinningsområdet har biflödesordning 4, vilket innebär att vattnet flödar genom totalt 4 vattendrag innan det når havet efter 347 kilometer. Avrinningsområdet består mestadels av kalfjäll (81 procent). Avrinningsområdet har 0,2 kvadratkilometer vattenytor vilket ger det en sjöprocent på 19,3 procent.